# Jukka Linkola

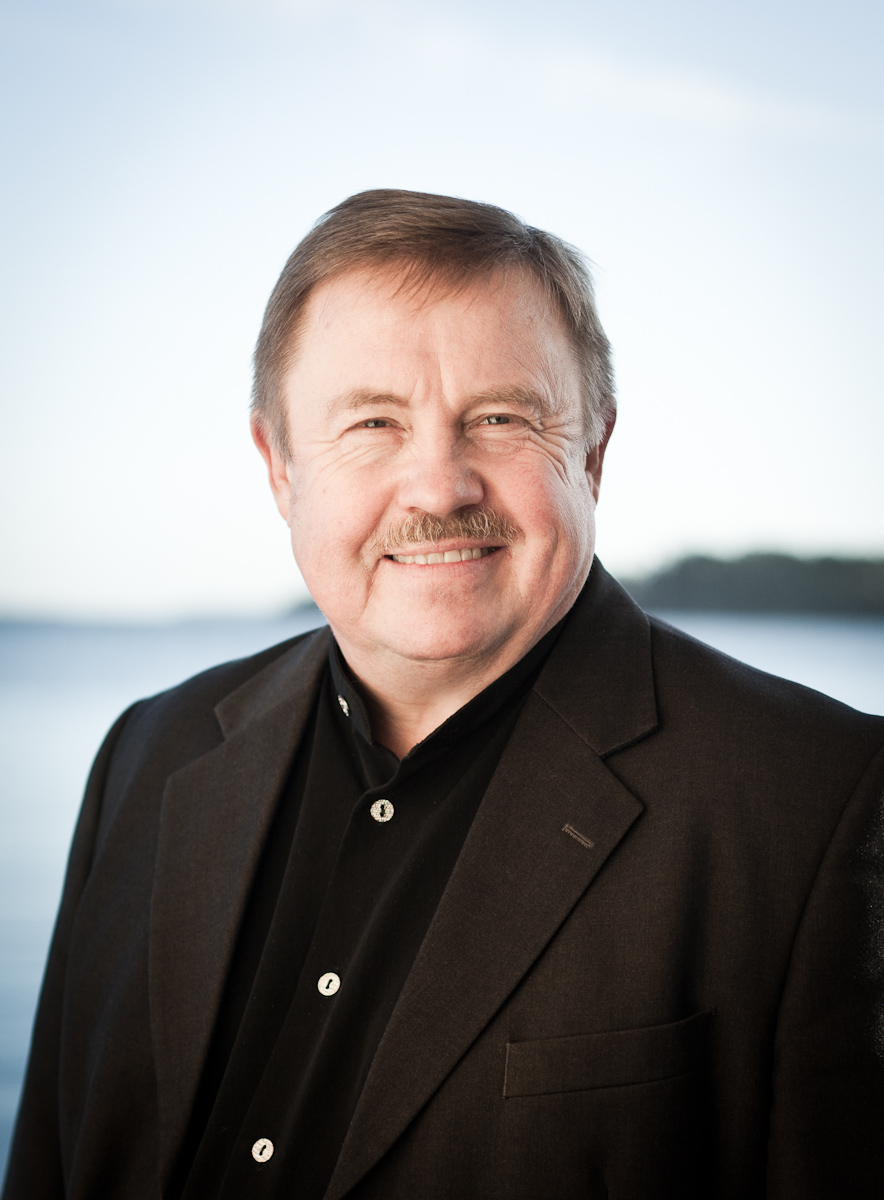
Jukka Linkola, 2015

Jukka Linkola (Helsinki, 21 juli 1955) is een hedendaags Fins componist, dirigent en pianist.

## Levensloop
Zijn studies deed hij aan de Sibelius-Akademie in de vakken piano en compositie. Hij had een doel als concertpianist op te treden, maar gedurende de studies trok hem de jazz meer en meer in de ban. In 1976 stichtte hij met andere jonge jazzmusici het Jukka Linkola Octet. Deze groep kan nu beschouwd worden als een soort stijl-builder in hun genre en de eerste langspeelplaat Protofunk in 1979 was de eerste real fusion jazz LP van Finse bodem. Zo begon hij zijn carrière met het spelen en uitvoeren van jazz. Als in 1979 de belangstelling voor de jazz wat minder werd, wisselt hij aan het Stedelijke Theater in Helsinki, eerst als pianist en later als permanent dirigent. Dertien jaar bleef hij in deze positie en het beïnvloedde zijn ontwikkeling als een componist en musicus. 
In 1983 presenteerde hij zijn werk Crossings voor tenorsaxofoon en symfonieorkest. Hij was de eerste componist in Finland die de consequenties en de confrontatie tussen de jazz en blues gekleurde solopartij (tenorsax) en de serieuze kunstmuziek en tussen improvisatie en notatie op het podium gebracht heeft. Tot nu toe heeft hij meer dan 250 werken op zijn lijst staan. Zijn oeuvre omvat werken voor orkest, kamermuziek, koormuziek, solo-concerten, toneelwerken (opera's, musicals, balletten en theatermuziek), werken voor de film en de televisie alsook jazz (big-band en kleinere ensembles). Zijn werken werden met veel nationale en ook internationale prijzen (1e prijs op het Concours International de Composition de la Ville du Havre, 1e prijs in de Midem Awards, Cannes 1994, 1e prijs in de Paris Opera Screen Competition in 1993 en IAJE prijs in Boston) onderscheiden.

## Composities

### Werken voor orkest
- 1987 The Snow Queen voor orkest
- 1989 Ronia the Robber's Daughter voor mezzosopraan en orkest
- 1990 Land of the Four Winds
- 1990 Tango Concertante
- 1992 Panda
- 1994 White Lies suite voor bandoneon, accordeon en orkest
- 2000 Aikapeili voor sopraansolo, baritonsolo en orkest
- 2002 Turvaan sinuun voor altsaxofoon en orkest
- 2002 Siivet voor altsaxofoon en orkest
- 2003 Preludio Festivo voor klarinet, sopraansaxofoon, altsaxofoon, tenorsaxofoon, baritonsaxofoon, percussie, pauken, piano, strijkers
- 2004 Symphony voor groot orkest
  1. Entrada
  2. Scherzo
  3. Interlude - Marcia funebre - Postlude
  4. Finale
- 2005 Laulan, laelle lakoan voor soloaltsaxofoon en kamerorkest

### Werken voor harmonieorkest en brassband
- 1996 Tango Tarantella voor harmonieorkest
  1. Maestoso
  2. Ritmico
- 1997 Wedding Music voor brassband
- 1998 Wedding Music voor harmonieorkest
  1. The March
  2. The Wedding Waltz
  3. The Ceremony
- 1998 Concerto for Saxophone and (Symphonic) Brass Band
  1. Misterioso. Cantando - Cadenza
  2. Ritmico e risoluto - Maestoso - Sostenuto
  3. Piu mosso - Cadenza. Tempo rubato
  4. Maestoso - Ritmico e energico
- 1999 SISU voor harmonieorkest
  1. Misterioso
  2. Drammatico
  3. Fieramente
- 2002 Juhlafanfaari (Festive Fanfare) voor altsaxofoon, tenorsaxofoon, bas-saxofoon, 2 trompetten, 2 trombones, piano, synthesizer, elektrische gitaar, elektrische bas, vibrafoon, drums
- 2002 Suomalainen balladi voor mannenkoor en harmonieorkest
  1. Kollaa kestää
  2. Vaaka
  3. Pyhä Sylvi
  4. Talvitaivas
  5. Winter Dance

### Solo-Concerten met orkest
- 1983 Crossings muziek voor tenorsaxofoon en symfonieorkest
- 1988 Concerto for Trumpet and Orchestra I
- 1992 Concerto for Tuba and Orchestra
- 1993 Trumpet Concerto II
  1. Cantando, quasi rubato
  2. Ballade, moderato
  3. Ritmico
- 1996 Concerto for Flute and Orchestra
- 1996 Concerto for Euphonium and Orchestra
  1. Agitato
  2. Quasi nocturne
  3. Maestoso energico
- 1996 Circles For Two Pianos and Orchestra
- 1998 Concerto for Trombone and Orchestra
- 1999 Organ Concerto voor orgel en kamerorkest
  1. Entrada
  2. Chorale
  3. Lacrimosa
  4. Finale
- 2000 Concerto for Horn and Orchestra
- 2002 Trumpet Concerto III
  1. The Winter Night (and the frozen bats are waking up)
  2. Fadime
  3. Elephant blues
  4. Finale
- 2005 Bass Concerto voor contrabassolo en orkest
  1. Introduction
  2. Sentimental Thoughts
  3. Finale

### Cantates
- 2000 Promotion Cantata voor gemengd koor en kamerorkest

### Toneelwerken
- 1976 Banana muziek voor de productie van het danstheater Raatikko
- 1982 Näkki ballet
- 1985 Peter Pan musical
- 1987 Max und Moritz musical
- 1989 Ronia the Robber's Daughter ballet - gebaseerd op een stuk van Astrid Lindgren
- 1989 Kallion kimallus musical
- 1990 Angelika opera - libretto: Ilpo Tiihonen
- 1992 Elina opera - libretto: Pentti Saaritsa
- 1992 Kairatut sydämet musical
- 1994 Antti Puuhaara musical
- 1998 Täyttyneiden toiveiden maa opera - libretto van de componist
- 2002 Astoria musical
- 2003 Tapiola Eeden musical
- 2003-2004 Joppe Jokamies kameropera - voor bariton (speelt ook cello) en piano - libretto van de componist op een tekst van Kaarina Helakisa
- The Journey opera, 3 acte

### Kamermuziek
- 1985 Suite for Brass Quintet
- 1988 Suite for Percussion Ensemble
- 1989 Three Bagatelles for Brass Septet
- 1990 Chalumeaux Suite voor klarinet-ensemble
- 1991 Two Miniatures for Piano Trio
- 1992 Short Stories concerto for brass ensemble
- 1993 Three Pictures for Brass Quartet
- 1995 Clarinet Quintet
- 1995 Psalm voor koperkwintet
- 1996 1e Strijkkwartet
- 1996 Autumn Concerto
- 1996 Brass Quintet II
- 1996 Donki-hot voor sopraansaxofoon, basklarinet, viool, marimba en piano
- 1997 Tears n' Joy voor sopraansaxofoon, tenorsaxofoon, basklarinet, trompet, trombone, piano, synthesizer, bas, gitaar en percussie
- 1997 Mountains voor gitaarorkest
- 1998 Neliapila suite voor 4 kanteles
- 2003 Ballata and Fugata voor viool, cello en piano
- 2003 Jortsut voor twee kantele

### Werken voor koor
- Evoe! voor mannenkoor
- Christmas Suite voor mannenkoor
- Mieliteko voor gemengd koor
- Ilo voor gemengd koor
  - 1996 Feuerwerk voor bigband en gemengd koor
- Een groot aantal van werken voor bigband met vocalisten en koren

- Bibsys: 10012151
- Bibliothèque nationale de France: cb13896683f (data)
- CiNii: DA12528112
- Gemeinsame Normdatei: 134905199
- International Standard Name Identifier: 0000 0000 8185 9247
- Library of Congress Control Number: n91031988
- MusicBrainz: 24d5a370-c353-4cef-af52-d47d41022e6d
- Nationale Bibliotheek van Israël: 987007406874705171
- Nederlandse Thesaurus van Auteursnamen: 074000985
- Système universitaire de documentation: 097522457
- Virtual International Authority File: 116906891
- WorldCat: E39PBJqjY9H9Cyp7FtdCvcRBT3